# Republikken Texas
Republikken Texas var en kortlivet republik i Nordamerika beliggende mellem USA og Mexico, der eksisterede fra 1836 til 1845. Republikken blev dannet som en udbryderrepublik fra Mexico som et resultat af Texasrevolutionen. Nationen gjorde krav på et område, der dækkede hele den nuværende amerikanske delstat Texas samt dele af det nuværende New Mexico, Oklahoma, Kansas, Colorado og Wyoming. Den østlige grænse mod USA var fastsat af Adams-Onis traktaten mellem USA og Spanien i 1819. Den sydlige og vestlige grænse mod Mexico var omstridt gennem hele republikkens levetid. Texas mente, at grænsen var Rio Grande, og Mexico mente, at det var floden Nueces der var grænsen. Denne strid udløste senere den mexicansk-amerikanske krig efter USAs annektering af Texas.

## Præsidenter og vicepræsidenter
| Fra          | Til          | Præsident                 | Vicepresident               | President- kandidater                     | Præs. stemmer | Vicepræs.- kandidater        | V.P. stemmer |
| ------------ | ------------ | ------------------------- | --------------------------- | ----------------------------------------- | ------------- | ---------------------------- | ------------ |
| 16. mar 1836 | 22. okt 1836 | David G. Burnet (interim) | Lorenzo de Zavala (interim) |                                           |               |                              |              |
| 22. okt 1836 | 10. dec 1838 | Sam Houston               | Mirabeau B. Lamar           | Sam Houston Henry Smith Stephen F. Austin | 5119 743 587  | Mirabeau B. Lamar            |              |
| 10. dec 1838 | 13. dec 1841 | Mirabeau B. Lamar         | David G. Burnet             | Mirabeau B. Lamar Robert Wilson           | 6995 252      | David G. Burnet              |              |
| 13. dec 1841 | 9. dec 1844  | Sam Houston               | Edward Burleson             | Sam Houston David G. Burnet               | 7915 3619     | Edward Burleson Memucan Hunt | 6141 4336    |
| 9. dec 1844  | 29. dec 1845 | Anson Jones               | Kenneth L. Anderson         | Anson Jones Edward Burleson               | __ __         | Kenneth L. Anderson          |              |